# Кубиці (Мазовецьке воєводство)
Кубиці (пол. Kubice) — село в Польщі, у гміні Нове Място Плонського повіту Мазовецького воєводства.
Населення — 39 осіб (2011).
У 1975-1998 роках село належало до Цехановського воєводства.

## Демографія
Демографічна структура станом на 31 березня 2011 року:
|          | Загалом | Допрацездатний вік | Працездатний вік | Постпрацездатний вік |
| -------- | ------- | ------------------ | ---------------- | -------------------- |
| Чоловіки | 20      | 3                  | 12               | 5                    |
| Жінки    | 19      | 2                  | 9                | 8                    |
| Разом    | 39      | 5                  | 21               | 13                   |